# La Pierre
La Pierre ist eine französische Gemeinde mit 648 Einwohnern (Stand 1. Januar 2022) im Département Isère in der Region Auvergne-Rhône-Alpes; sie gehört zum Arrondissement Grenoble und zum Kanton Haut-Grésivaudan.

## Bevölkerungsentwicklung
| Jahr                       | 1962 | 1968 | 1975 | 1982 | 1990 | 1999 | 2009 | 2018 |
| Einwohner                  | 132  | 162  | 186  | 301  | 375  | 390  | 423  | 570  |
| Quellen: Cassini und INSEE |      |      |      |      |      |      |      |      |

## Sehenswürdigkeiten
- Kirche Saint-Pierre
- Schlossruinen, Monument historique
- Manoir de la Veaubeaunnais, Herrenhaus, Monument historique

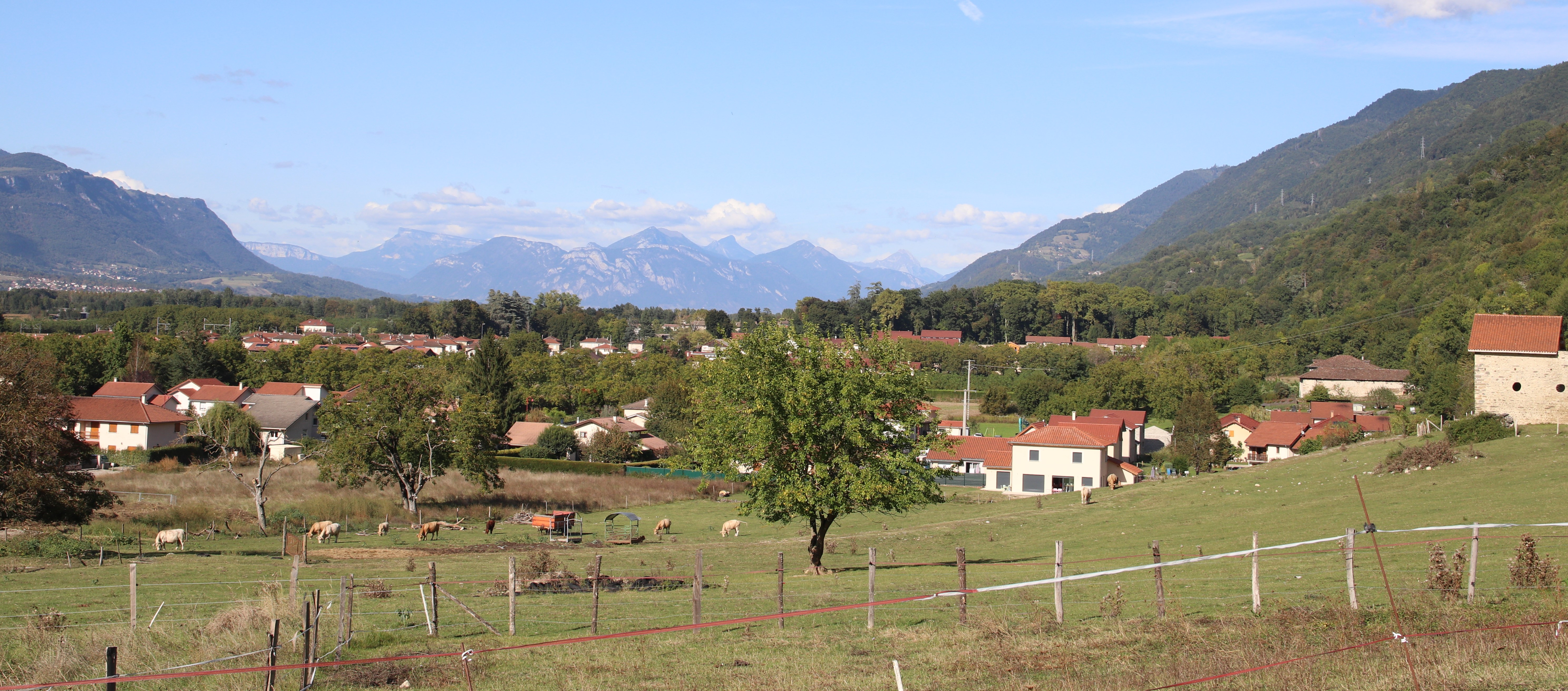
Blick auf La Pierre

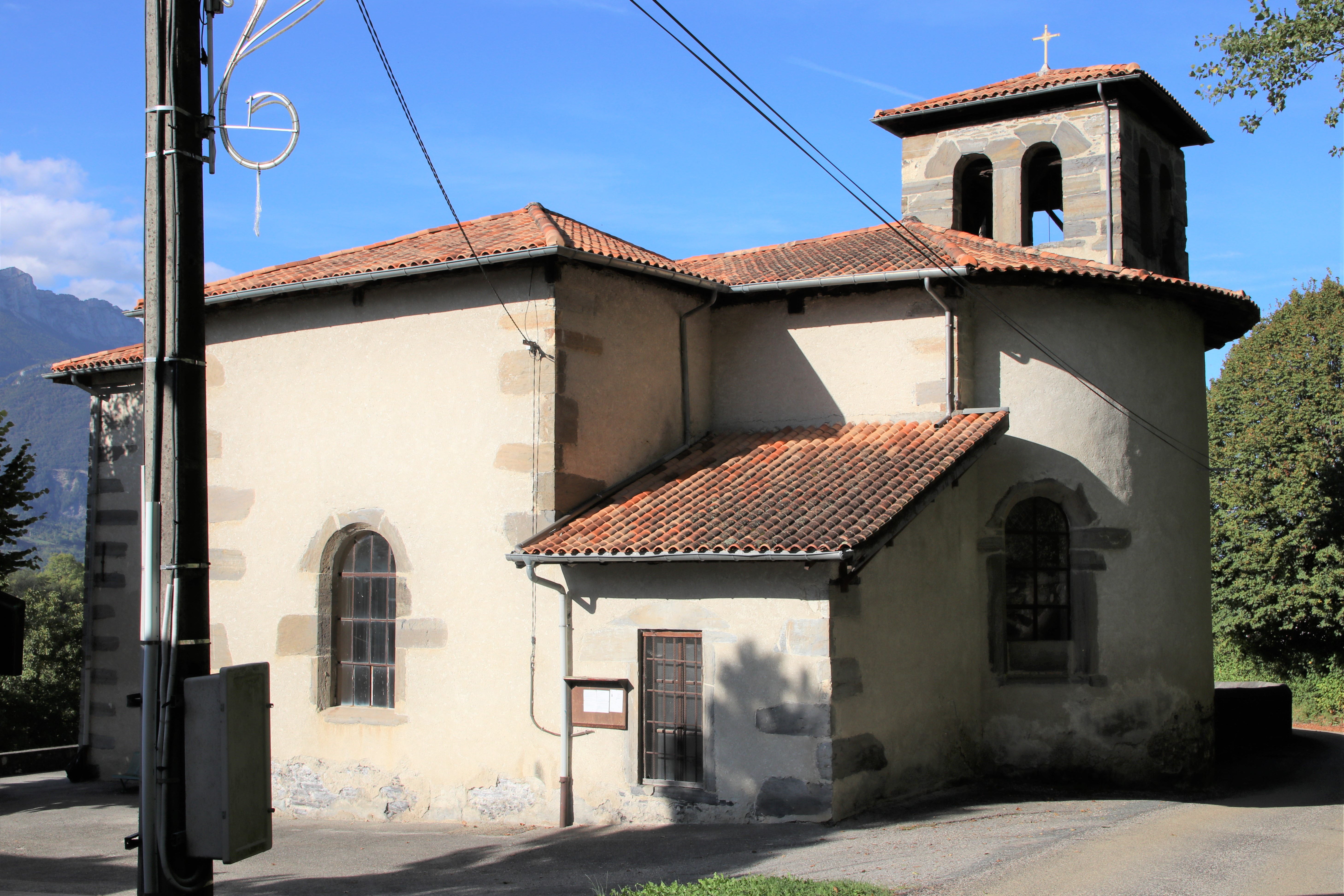
Kirche Saint-Pierre
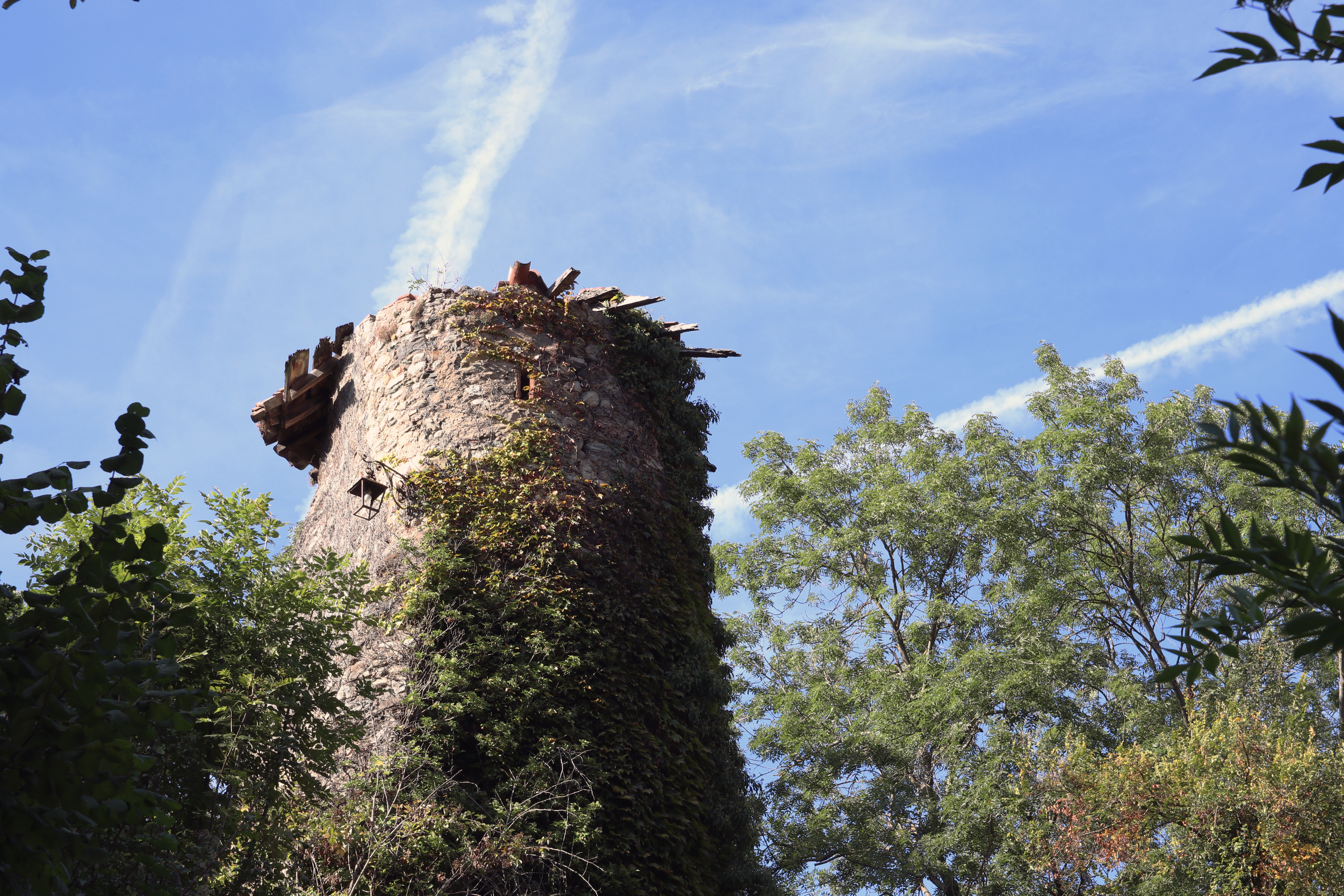
Reste des Schlossturmes
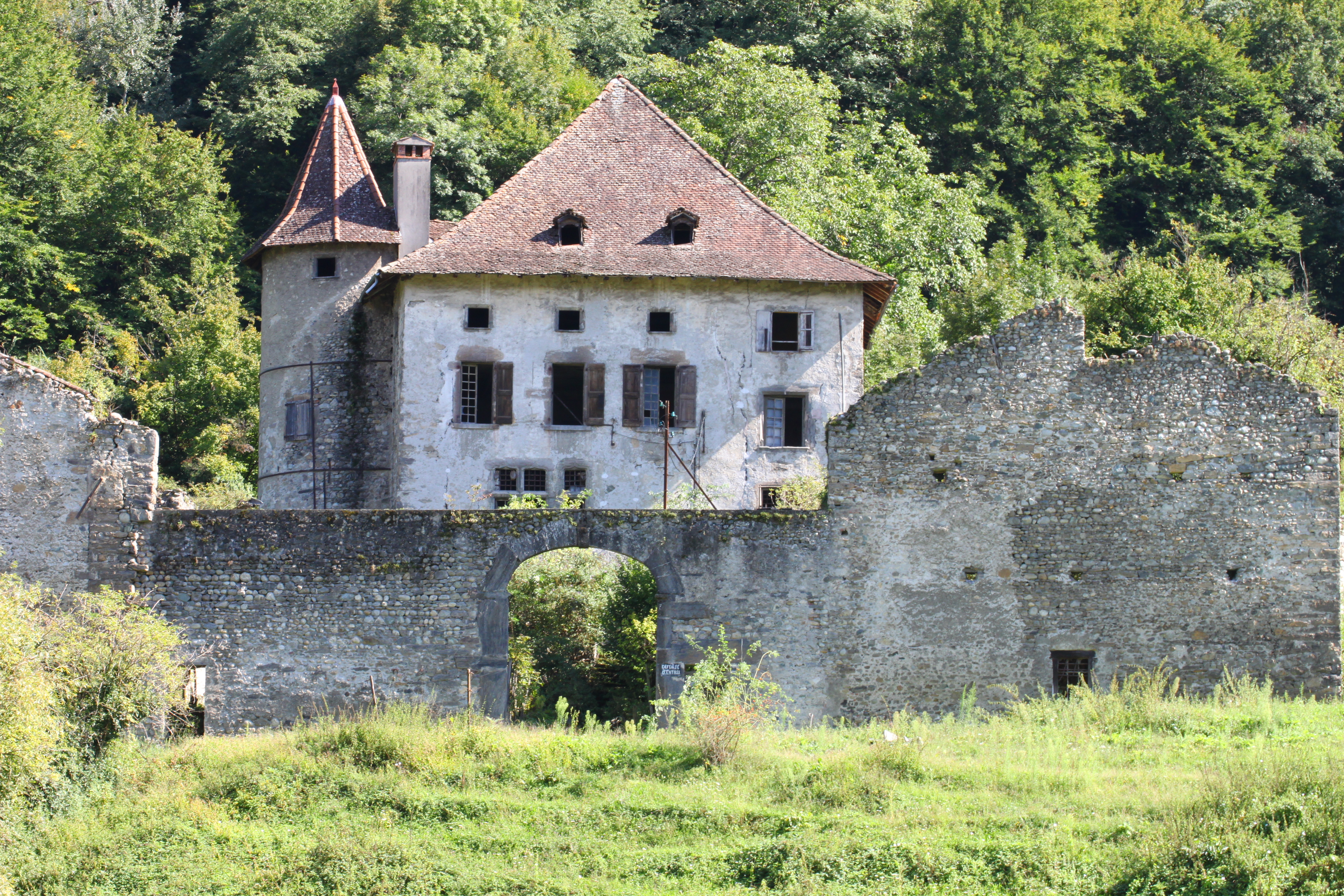
Manoir de la Veaubeaunnais